# Veyras (Svizzera)
Veyras (toponimo francese) è stato un comune svizzero di 1 804 abitanti del Canton Vallese, nel distretto di Sierre. Il 1 gennaio 2021 si è unito ai comuni soppressi di Venthône e Miège per formare il nuovo comune di Noble-Contrée.

## Monumenti e luoghi d'interesse
- Chiesa parrocchiale cattolica di San Francesco, eretta nel 1949[1].

## Società

### Evoluzione demografica
L'evoluzione demografica è riportata nella seguente tabella:
Abitanti censiti

## Amministrazione
Ogni famiglia originaria del luogo fa parte del cosiddetto comune patriziale e ha la responsabilità della manutenzione di ogni bene ricadente all'interno dei confini del comune.